# Футбольная ассоциация Ангильи
Футбольная ассоциация Ангильи — национальная футбольная ассоциация Ангильи (Британская заморская территория, которая располагается на северных Малых Антильских островах). Футбольная ассоциация основана в 1988 году, имеет членство в КОНКАКАФ с 1994 года и в ФИФА с 1996 года.